# Первомайский (Шкуринское сельское поселение)
Первома́йский — хутор в Кущёвском районе Краснодарского края.
Входит в состав Шкуринского сельского поселения.

## География
Хутор расположен в северной части Приазово-Кубанской равнины.

## Население
| 2002 | 2010 |
| ---- | ---- |
| 192  | ↘141 |

## Улицы
На хуторе имеются две улицы: ул. Октябрьская и ул. Первомайская.